# Kaiu kommun
Kaiu vald är en kommun i Estland.   Den ligger i landskapet Raplamaa, i den centrala delen av landet, 50 km söder om huvudstaden Tallinn.
Följande samhällen finns i Kaiu vald:
- Kuimetsa
- Vahastu